# Wartenfels (Presseck)

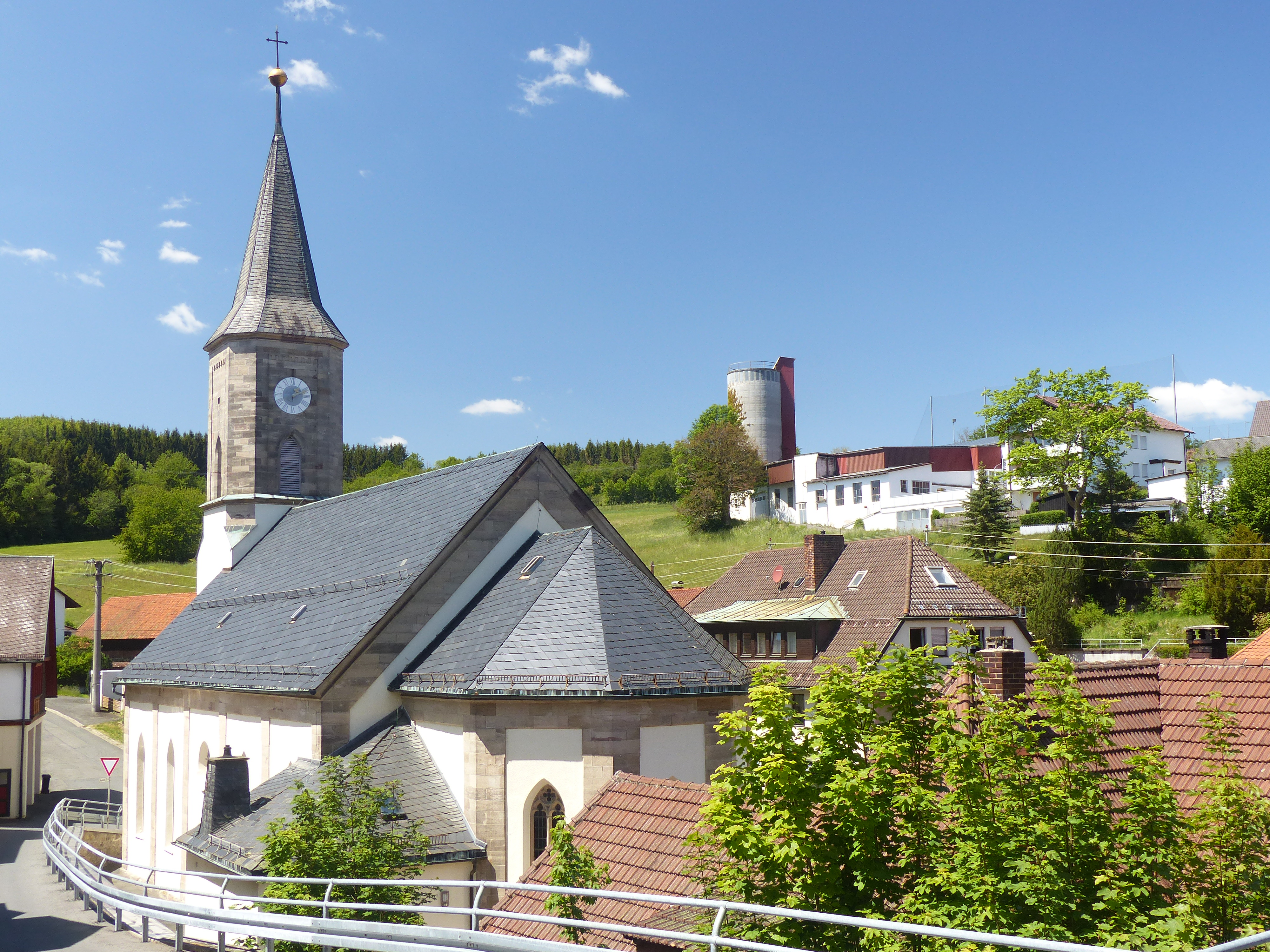
Die katholische Pfarrkirche St. Bartholomäus

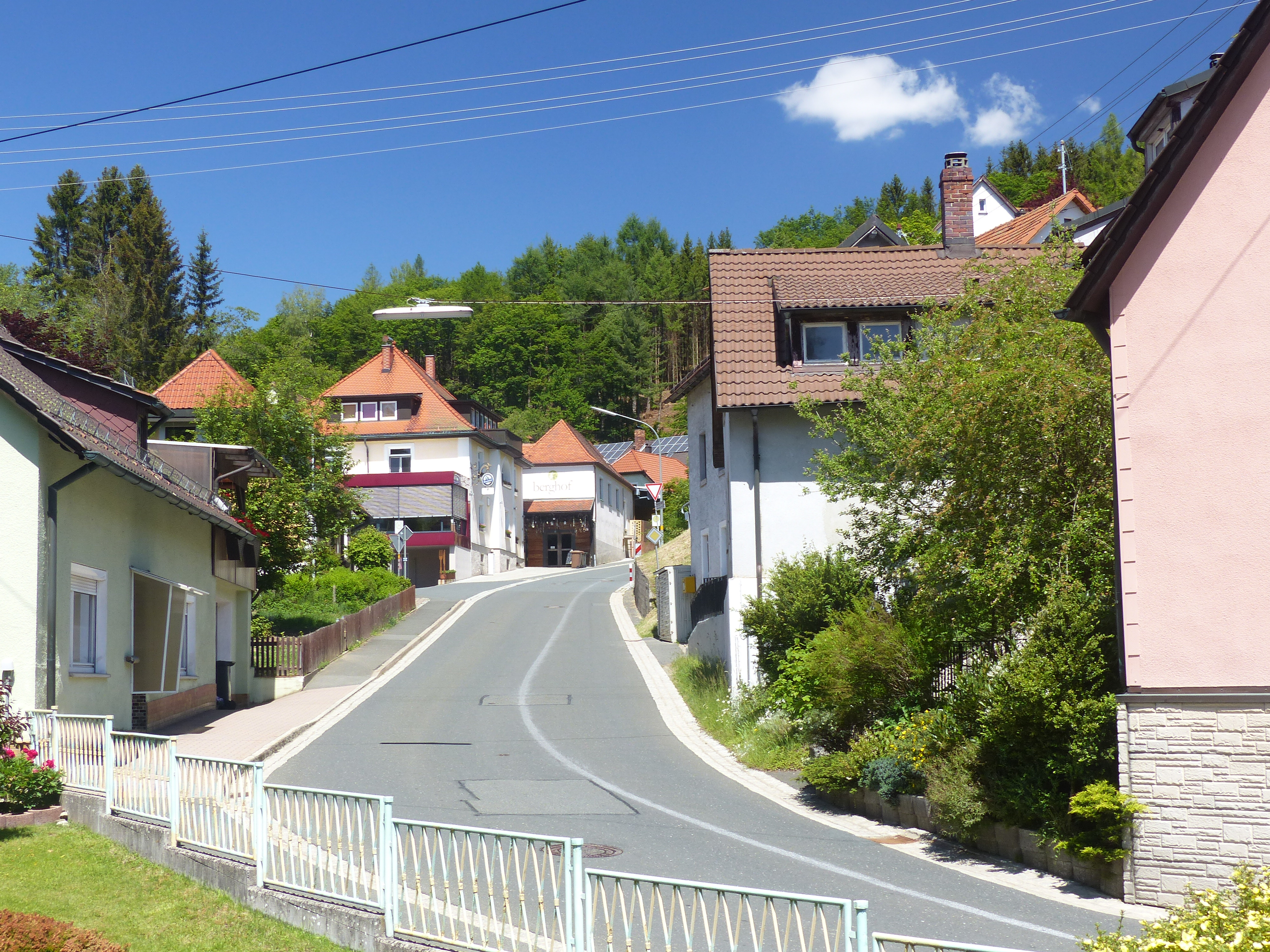
Ortsdurchfahrt der Kreisstraße KU 24

Wartenfels ist ein Gemeindeteil des Marktes Presseck im oberfränkischen Landkreis Kulmbach in Bayern..

## Geografie
Das Pfarrdorf liegt im Tal eines namenlosen Baches, der am südöstlichen Ortsende in die Zettlitz mündet, einem Quellbach des Zaubaches. Ansonsten ist der Ort von Erhebungen des Frankenwaldes umgeben.
Die Kreisstraße KU 24 durchquert den Ort und führt nach Zettlitz zur Bundesstraße 303 (2,3 km südwestlich) bzw. nach Altenreuth (2,4 km nördlich). Eine Gemeindeverbindungsstraße verbindet mit Seubetenreuth (2 km nordöstlich). Ein Anliegerweg führt nach Katzengraben (0,4 km nordwestlich).
Die Gemarkung Wartenfels hat eine Fläche von 6,368 km². Sie ist in 790 Flurstücke aufgeteilt, die eine durchschnittliche Flurstücksfläche von 8061,10 m² haben. In ihr liegen neben dem namensgebenden Ort die Gemeindeteile Daigmühle, Eulenburg, Katzengraben, Schafhaus, Schafhof, Seubetenreuth und Spitzberg.

## Geschichte
Auf einem Felssporn errichteten oberhalb von Wartenfels Ritter Reiwein von Wartenfels und seine beiden Söhnen Heinrich und Friedrich zwischen 1323 und 1327 im Auftrag des Bamberger Bischofs eine Burg, die im 16. Jahrhundert zerstört und im 19. Jahrhundert abgetragen wurde. (siehe Ruine Wartenfels).
Gegen Ende des 18. Jahrhunderts bestand Wartenfels aus 46 Anwesen. Das Hochgericht übte das bambergische Centamt Wartenfels aus. Grundherren waren das Amt Wartenfels (Schloss, Gutsknechtshaus, Revierförsterhaus, 10 Güter, 2 Gütlein, 17 Tropfhäuser, 2 halbe Tropfhäuser, 3 Häuser, Schenkstatt, Badstube, Gemeindebrauhaus, Papiermühle, 1 Mühle) und die Pfarrei Wartenfels (Pfarrhaus, Pfarrhof, Pfarrkirche, Schulhaus).
Als das Hochstift Bamberg infolge des Reichsdeputationshauptschlusses 1802 säkularisiert und unter Bruch der Reichsverfassung vom Kurfürstentum Pfalz-Baiern annektiert wurde, wurde Wartenfels zu einem Bestandteil der während der „napoleonischen Flurbereinigung“ gewaltsam in Besitz genommenen neubayerischen Gebiete.
Mit dem Gemeindeedikt wurde 1808 der Steuerdistrikt Wartenfels gebildet, zu dem folgende Orte gehörten: Altenreuth, Daigmühle, Eulenburg, Haid, Katzengraben, Oberehesberg, Reichenbach, Schafhaus, Schafhof, Schmölz, Seubetenreuth, Spitzberg, Teichbühl und Unterehesberg. Im selben Jahr entstand die Ruralgemeinde Wartenfels, die deckungsgleich mit dem Steuerdistrikt war. Sie war in Verwaltung und Gerichtsbarkeit dem Landgericht Stadtsteinach zugeordnet und in der Finanzverwaltung dem Rentamt Stadtsteinach (1919 in Finanzamt Stadtsteinach umbenannt). In der freiwilligen Gerichtsbarkeit gehörten einige Anwesen bis 1848 Patrimonialgerichten an, die aus den ehemaligen Rittergütern hervorgegangen sind. Am 12. April 1845 entstand die Ruralgemeinde Reichenbach mit Altenreuth, Schmölz und Teichbühl. Ab 1862 gehörte Wartenfels zum Bezirksamt Stadtsteinach (1939 in Landkreis Stadtsteinach umbenannt). Die Gerichtsbarkeit blieb beim Landgericht Stadtsteinach (1879 in Amtsgericht Stadtsteinach umgewandelt). Die Gemeinde hatte 1964 eine Fläche von 9,524 km². Im Zuge der Gebietsreform in Bayern wurde am 1. Januar 1976 die Gemeinde Reichenbach wieder eingegliedert. Am 1. Mai 1978 wurde die Gemeinde Wartenfels nach Presseck eingemeindet. Bis zur Eingemeindung war Wartenfels ein Markt.

### Baudenkmäler
In Wartenfels gibt es sechs denkmalgeschützte Objekte, darunter die katholische Pfarrkirche St. Bartholomäus, ein Wohnhaus, eine Kapelle und das sogenanntes Schlossbauerhaus, in dem früher die Dorfschule von Wartenfels untergebracht war.
Die folgenden Häuser listete Karl-Ludwig Lippert in dem Buch Landkreis Stadtsteinach von 1964 mit ihren ursprünglichen Hausnummern als Kunstdenkmäler auf. Sie sind in der Denkmalschutzliste nicht geführt, da sie entweder nicht aufgenommen, abgerissen oder stark verändert wurden.
- Haus Nr. 8: Eingeschossiges, verputzt massives Halbwalmdachhaus, drei zu vier Achsen; Fenster- und Türgewände, sowie Eckpilaster über Putzsockel aus Sandstein, Giebeltrapez verschiefert; Scheitelstein über Haustür bezeichnet „K:F: / 1828“.[14]
- Haus Nr. 16: Eingeschossiges, verputzt massives Wohnstallhaus (Stall zu Wohnzwecken ausgebaut), drei zu fünf Achsen, mit Halbwalmdach über hölzernem, profiliertem Traufgesims; Giebeltrapez in verputztem Fachwerk; Hauptscheitelstein bezeichnet „B F / 1821“ (=Bernhard Föhr).[14]
- Haus Nr. 17: An dem vollkommen erneuerten, verputzt massiven Wohnstallhaus mit Satteldach noch ältere Scheitelsteine, über Wohnungstür bezeichnet „M W 1845“ (=Malachias Will), über Stalltür „1861“.[14]
- Haus Nr. 21: Ehemaliges Pfarrhaus. Nach älterem Vorgänger 1713 errichtet, im mittleren 18. und 19. Jahrhundert erneuert; wegen starker Nässe im Mauerwerk 1963 als Pfarrsitz aufgegeben und derzeit unbewohnt. – Stattlicher, zweigeschossiger Halbwalmdachbau, drei zu sechs Achsen; Erdgeschoss verputzt massiv, Obergeschoss noch großenteils verputztes Fachwerk; Fenster und Türgewände im Erdgeschoss in Sandstein, profiliert und geohrt; Scheitelsteinder traufseitigen Haustür mit lateinischem Kreuz; Gurtgesimse in beiden Geschossen.[14]
- Haus Nr. 22: Stattliches, zweigeschossiges Wohnstallhaus von 1795 (laut Jahrzahl am bis vor kurzem erhaltenen Haustürscheitelstein) mit Walmdach über profiliertem, hölzernem Traufgesims; Erdgeschoss verputzt massiv, Obergeschoss verputztes Fachwerk; die Fenster- und Türrahmungen im Erdgeschoss aus Sandstein, mit Scheitelsteinen, die noch teilweise abgewitterten Blumenreliefdekor zeigen.[14]
- Haus Nr. 26: Eingeschossiges, verputzt massives Kleinhaus, um 1760/70 errichtet, mit Halbwalm-Mansarddach; Giebeltrapez verputztes bzw. verbrettertes Fachwerk, profilierte, hölzerne Dachgesimse.[14]

### Einwohnerentwicklung
Gemeinde Wartenfels
| Jahr      | 1819   | 1840   | 1852   | 1855   | 1861   | 1867   | 1871   | 1875   | 1880   | 1885   | 1890   | 1895   | 1900   | 1905   | 1910   | 1919   | 1925   | 1933   | 1939   | 1946   | 1950   | 1952   | 1961  | 1970   |
| Einwohner | 668    | 834 *  | 583    | 589    | 557    | 600    | 631    | 666    | 671    | 634    | 557    | 534    | 542    | 589    | 591    | 647    | 663    | 644    | 647    | 843    | 871    | 869    | 750   | 696    |
| Häuser    |        |        |        |        |        |        | 88     |        |        | 92     | 95     |        | 91     |        |        |        | 100    |        |        |        | 127    |        | 143   |        |
| Quelle    | [ 16 ] | [ 17 ] | [ 17 ] | [ 17 ] | [ 18 ] | [ 19 ] | [ 20 ] | [ 21 ] | [ 22 ] | [ 23 ] | [ 24 ] | [ 17 ] | [ 25 ] | [ 17 ] | [ 26 ] | [ 17 ] | [ 27 ] | [ 17 ] | [ 17 ] | [ 17 ] | [ 28 ] | [ 17 ] | [ 9 ] | [ 29 ] |

Ort Wartenfels
| Jahr      | 001818 | 001819 | 001861 | 001871 | 001885 | 001900 | 001925 | 001950 | 001961 | 001970 | 001987 |
| Einwohner |        | 326    | 357 *  | 383    | 409    | 353    | 472    | 677    | 618    | 595    | 538    |
| Häuser    | 59     |        |        |        | 58     | 59     | 69     | 96     | 113    |        | 148    |
| Quelle    | [ 8 ]  | [ 16 ] | [ 18 ] | [ 20 ] | [ 23 ] | [ 25 ] | [ 27 ] | [ 28 ] | [ 9 ]  | [ 29 ] | [ 1 ]  |

## Religion
Wartenfels ist Sitz einer katholischen Pfarrei.